# Bugatti Royale Coupé Napoléon Type 41

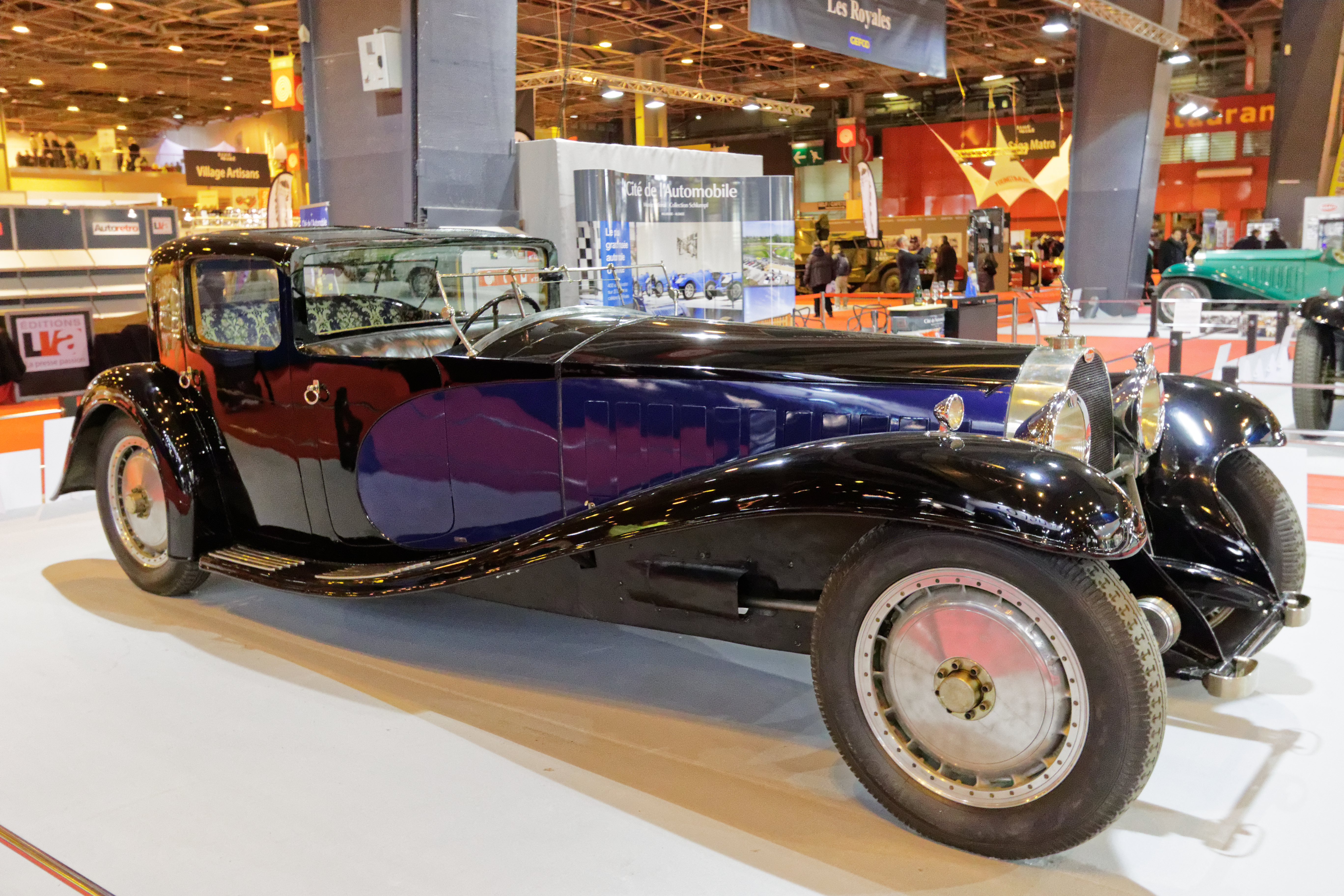
Bugatti Royale Coupé Napoléon - 1929

De Bugatti Royale Coupé Napoléon Type 41, kortweg Coupé Napoléon, is een van de zes exemplaren van het Type 41, beter bekend als Royale. Elk van de zes Royales heeft een uniek carrosserie-ontwerp, en de Napoléon is een coupé de ville, met een open zitplaats voor de chauffeur en een gesloten deel voor de eigenaar. Ondanks de enorme afmetingen oogt het ontwerp van Ettore Bugatti's zoon Jean gestrekt en evenwichtig. Aan het prestige draagt bij dat de auto een favoriet was van Ettore die hem zelf gebruikte. Daaraan was een turbulent bestaan voorafgegaan, want deze opbouw was al minstens de vierde. Het chassis stamt uit 1926 en de opbouw is van 1930.

## Levensloop
Door de instabiliteit van de markt was de Royale commercieel een flop: tussen het ontwerp in 1926 en de bouw van het laatste exemplaar in 1933 lag de beruchte beurskrach van 1929 die zelfs de allerrijksten niet onberoerd liet. Ook was het interbellum politiek instabiel. Zo werd de verhoopte klant koning Alfons XIII van Spanje van de troon gestoten eer hij een bestelling kon plaatsen en werd uiteindelijk geen enkele type 41 gekocht door de royalty.
Deze extravagantie kostte 500.000 Franse frank, drie keer zo veel als een Rolls Royce, en stelde qua prijs ook Hispano Suiza en Duesenberg in de schaduw. Bugatti verkocht er maar drie, zodat hij zijn investeringen deels terug moest verdienen door overgebleven motoren te gebruiken in de door hem ontworpen aerodynamische en snelle Autorail-treinstellen. De verkochte Royales worden aangeduid met de namen van hun kopers; dat zijn de 'Esders', 'Fuchs' en de 'Foster'. De laatste is naar de carrosseriebouwer ook bekend als Park Ward. Ook de onverkochte koetswerken worden aangeduid met hun carrosseriers, zoals de Weymann, de Kellner en de Binder. De in eigen huis getekende 'Napoléon' is echter nooit verkocht en het is onduidelijk hoe hij aan zijn naam komt. Een indicatie van de tegenwoordige waarde is nauwelijks te geven, maar bij verkoop zou hij tien tot twintig miljoen euro kunnen opbrengen.
De geschiedenis van type 41 is verwarrend. Er zijn zes complete auto's bekend. Een auto is gecrasht, waarbij de opbouw verloren ging maar het chassis nog bruikbaar bleek. Er zijn elf carrosserieën gebouwd, en ruwweg voor elk van de exemplaren uit de geplande serie van vijfentwintig is een motor gebouwd. Daarvan is er een aantal ingebouwd in een door Bugatti ontworpen treinstel, de Autorail. Anno 2008 wordt de "Esders" Royale nagebouwd met originele technieken en deels met originele onderdelen, onder andere uit de Autorail. De levensloop van de coupé Napoléon wordt vaak verkeerd gereconstrueerd door verwarring over chassisnummers. Hoewel veel bronnen nummer 41100 aangeven, draagt het in 1926 gebouwde chassis van de coupé Napoléon als prototype van de Royale het chassisnummer 41000.
Door de verwarring over chassisnummers veronderstelt men vaak dat op één chassis vijf koetswerken gebouwd zijn, maar nr. 41100, eveneens uit 1926 en ook vaak als prototype beschouwd, had een Packard-opbouw; de overige vier koetswerken horen wel bij het eerste chassis. Hierop werd eerst een tweedeurs en later een vierdeurs carrosserie geplaatst. Omdat klanten geen belangstelling toonden voor deze in eigen huis ontworpen en gebouwde varianten, leverde carrosserier Weymann een derde opbouw, maar deze ging verloren in een crash. Vaak wordt aangenomen dat hierbij ook het chassis verloren ging, maar juist op dit onderstel staat de huidige Coupé Napoléon, de vierde opbouw.
Samen met de Park Ward en diverse motoren uit de Autorail-treinstellen is de 'Napoléon' door de gebroeders Hans en Fritz Schlumpf gered uit de boedel van de in 1956 gesloten Bugatti-fabriek. Vanaf 1958 verzamelden deze rijke industriëlen in stilte een onschatbare autocollectie. Toen zij in 1975 hun belastingen niet meer betaalden verviel deze collectie Schlumpf aan de Franse staat, die er in Mulhouse het Musée Nationale de l'Automobile op baseerde. Dit museum houdt de coupé Napoléon in rijklare staat. Zo reed hij op eigen kracht naar het concours d'élégance dat op 28 en 29 juni 2008 in Saint-Cloud bij Parijs is gehouden. Ook is de auto ingezet bij prestigieuze evenementen zoals de opening van de Kanaaltunnel.

## Vormgeving

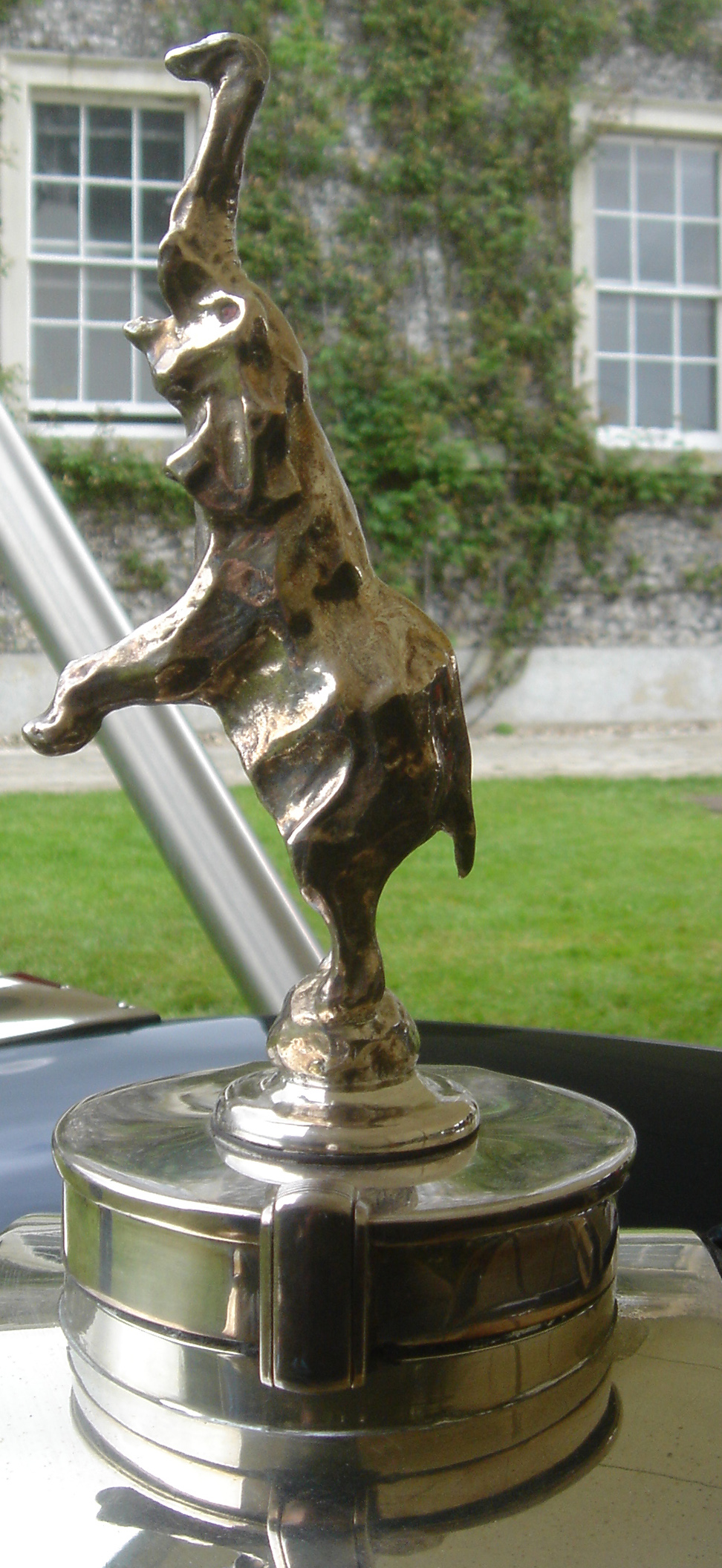
Het Bugatti-symbool — een door Ettores broer Rembrandt Bugatti ontworpen olifant — stond voorop elke Type 41

Aangezien Ettore zijn vermogende clientèle een behoudende smaak toedichtte, oogden de eerste twee carrosserieën tamelijk rijtuigachtig, en ze worden dan ook aangeduid als 'fiacre', koets. Vanwege de ietwat verbrokkelde vormgeving toonden de klanten geen enkele belangstelling, zodat carrosserier Weymann opdracht kreeg voor een derde opbouw. Na de onherstelbare beschadiging daarvan werd de auto volgens ontwerp van de eenentwintigjarige zoon Jean herbouwd als vierdeurs coupé de ville, stilistisch veel subtieler verwijzend naar de koets.
Klanten voor de Royales konden, zoals in de toenmalige topklasse gebruikelijk, zelf een carrosserier aanwijzen om hun voiture van een koetswerk te voorzien. Op foto's ogen sommige Royales ondanks een mastodontische wielbasis van 4,30 m merkwaardig klein en daardoor vreemd geproportioneerd. Het gezichtsbedrog wordt veroorzaakt door de banden met een doorsnee van 36 inch, 91,4 cm, veel groter dan hedendaagse autobanden. Pas met mensen op de achtergrond wordt duidelijk dat de motorkap bij een volwassen man tot borsthoogte reikt. Het harmonieuze en tegelijk krachtige ontwerp van Jean Bugatti is zo'n twee meter hoog en heeft deze eigenaardige verwarring weten te vermijden. Vader Ettore was er dol op en gebruikte de auto tot zijn dood in 1947. Kenmerkend voor alle Bugatti's is dat zelfs onderdelen die aan het zicht onttrokken zijn, zoals motor en wielophanging, zorgvuldig vormgegeven zijn; Ettore Bugatti zag zijn auto's als kunstwerken.

## Techniek en prestaties
Het in het oog springende kenmerk van de motor is het formaat. Door zijn lengte van ruim 1,3 meter en hoogte van meer dan een meter dwingt hij de eindeloze motorkap naar een hoogte van anderhalve meter. Dankzij een cilinderinhoud van 12763 cm3 is dit qua vermogen een gigant en het gewicht van 350 kilogram is navenant, maar het motorblok is ook een technisch hoogstandje.
De achtcilinder lijnmotor is min of meer een gehalveerde zestiencilinder vliegtuigmotor en heeft daarom een hoogwaardig dry-sump smeersysteem. De bovenliggende nokkenas drijft twee inlaatkleppen en een uitlaatklep aan. Samen met een speciaal voor de Napoléon geconstrueerde carburateur en de twee bougies per cilinder bezorgt de kleppentechniek deze toerwagen een geschat vermogen van 300 pk (220 kW) bij 1800 toeren per minuut en een koppel van 785 Nm bij 1700 tpm. De negenmaal gelagerde krukas zorgt voor een zijdezachte loop. Bugatti zag ervan af het vermogen met compressors of meerdere carburateurs verder op te voeren – wellicht vanwege het geluidsniveau. Ook heeft de auto slechts drie versnellingen, waarvan de tweede een prise directe is.
De wielophanging is hoogwaardig maar conventioneel, met starre assen; voor rust de auto op half-elliptische bladveren, achter op kwart-elliptische. De kabelbediende trommelremmen met een doorsnede van 457 mm zijn gemonteerd in 24 inch (61 cm) lichtgewicht wielen van gietaluminium. Zowel de remmen als de wielen zijn de grootste die ooit voor een personenwagen gebruikt zijn. De wielbasis is 4,30 m bij een totale lengte van ongeveer 6,30 m en een breedte van 2,10 m.
Met een onderbouw van zo'n twee ton weegt elke Royale meer dan 3000 kg en gebruikt ongeveer 40 liter benzine per honderd kilometer. Met de slechte stroomlijn van die tijd is dit slagschip toch geklokt op 205 kilometer per uur en bij eerste kennismaking was men verbijsterd door de combinatie van topprestaties met souplesse. Bugatti stelde dat de auto zo dociel was dat ook vrouwen er gemakkelijk mee konden rijden.

## Huidige prijs
Door zijn techniek, geschiedenis en elegantie is de coupé Napoléon een van de duurste en meest exclusieve auto's op aarde. De eveneens fraaie 'Kellner' Royale, is in de jaren tachtig verkocht voor 5,7 miljoen pond, toen 8,4 miljoen dollar. Medio 2008 is dat officieel nog altijd een record, al gaan er geruchten dat een Japanse firma de 'Kellner' in 1990 kocht voor 20 miljoen dollar. Eveneens onbevestigd zijn berichten dat Volkswagen AG, de eigenaar van het merk Bugatti, 15 miljoen euro neergeteld heeft om de Binder aan zijn collectie toe te voegen. Afhankelijk van de vraag wat men in de historie of de vormgeving van een bepaald exemplaar het hoogst waardeert, is het noemen van een prijs, voor welke Royale dan ook, op zijn best een schatting en meestal een slag in de lucht. In een top vijfentwintig van duurste auto's op aarde zette het blad Avanti de Royale op plaats vijf met een geschatte waarde van 17 miljoen. De beroemde Atlantic, Bugatti Type 57, werd daarin overigens op de tweede plaats gezet.

## Journalist in 1926

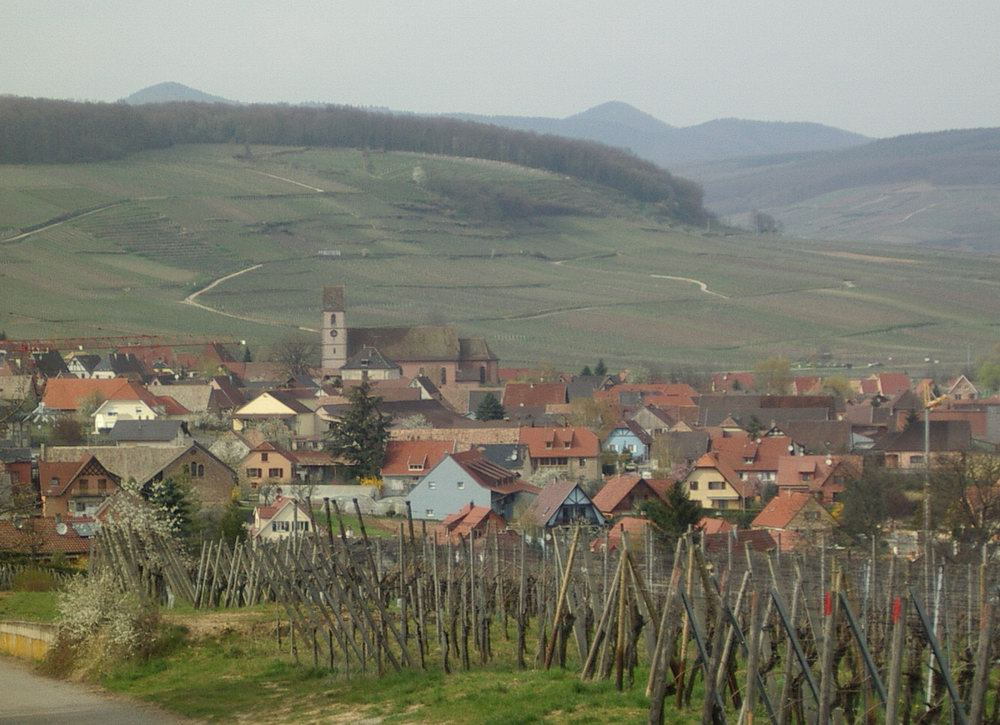
Landschap in de Elzas

Volgens de Engelse journalist W.F. Bradley nam Bugatti in 1926 contact met hem op. Bradley beschrijft in het tijdschrift Autocar de daarop volgende testrit met de Royale, waarbij overigens de journalist op de passagiersstoel zit en Bugatti aan het stuur. Gesuggereerd wordt dat de bestuurder Ettore is, maar dit wordt niet uitgesproken. Gezien het jaartal moet de rit gemaakt zijn met chassis nummer 41000, de latere coupé Napoléon, of met nummer 41100 met Packard opbouw. Onderstaand een vertaling van het Engelstalige verslag dat, met een Duitse en Franse vertaling, te vinden is op de website van Bugatti.

### Royale Testrit
“Ik hoop dat men mij de ongegronde opvatting vergeeft dat deze auto – vanwege zijn grootte en kracht – slechts op de brede national 2 wegen gereden kan worden. Bugatti moet van mijn vooroordeel geweten hebben, want vanaf het moment dat de auto Molsheim verliet, verlieten wij de hoofdweg en volgden nauwe en bochtige landwegen die zich in serpentines de heuvels op slingeren in de buurt van Molsheim.
Vaak waren de wegen slecht onderhouden, wat echter Bugatti er niet van weerhield het gaspedaal tot topsnelheid in te drukken. Hij wilde bewijzen hoe de auto zelfs bij hoge snelheid in balans bleef, en ik moet toegeven dat hij hierin volledig slaagde. Zelfs in scherpe bochten houdt de auto precies zijn lijn en helt hij nauwelijks over! Er was aardig wat verkeer op deze wegen, vooral lichte rijtuigen. Toch was het geen enkel probleem om die te passeren. Eerder op de dag had ik dezelfde route gereden met een Bugatti sportwagen. Het enige bezwaar van deze 250 pk auto's zou zijn dat de chauffeur veel moet manoeuvreren wanneer hij een haarspeldbocht treft, terwijl de kleinere auto er gemakkelijk door te loodsen is met een gewone stuurbeweging. Van deze auto had ik een soepel aangrijpen en uitstekende acceleratie verwacht bij laag koppel – en ik werd beslist niet teleurgesteld. We gebruikten de eerste versnelling slechts bij het wegrijden, en dan kan men onmiddellijk naar de prise directe schakelen, waar we in bleven voor de rest van de trip.
Hoewel in onze testroute korte, steile en bochtige hellingen 3 zaten die de snelheid soms drukten tot 5 km/h, konden we toch agressief accelereren. In het verloop van de testrit reden we een heuvel zo langzaam mogelijk op in de prise directe – het ging absoluut perfect! Dezelfde helling nog eens in de eerste versnelling, enkel om de indrukwekkende acceleratie te tonen. Op een leeg stuk weg in de richting van Straatsburg kregen we de kans om de hoogste versnelling in te schakelen, die even stil bleek als de prise directe.
Vanzelfsprekend is er voor dit genre auto's en voor deze prijscategorie maar een beperkte markt. Kritiekpunten die men in sommige opzichten zou kunnen hebben, zijn volstrekt triviaal in dit speciale geval. De afwezigheid van een afneembare cilinderkop en de vorm van de cilinder maken het onmogelijk een klep te verwisselen, laat staan te slijpen, zonder de motor geheel te demonteren. Dankzij zijn constructie, de hoge kwaliteit van het gietwerk en de perfecte fabricage zullen reparaties pas na zeer lange tijd nodig zijn. Gemakkelijke toegang die je van een gewone auto mocht verwachten zou hier tamelijk irrelevant zijn…”

## Trivia
In het dammen bestaat een coup Napoleon, een verrassende slagcombinatie. Ook hiervan is niet bekend hoe hij aan zijn naam komt.